# Кон, Альфред
Альфред А. Кон (англ. Alfred A. Cohn; 26 марта 1880 — 3 февраля 1951) — американский писатель, редактор газеты, журналист, комиссар полиции и сценарист 1920-х и 1930-х годов. Его помнят как автора сценария к фильму «Певец джаза», которая была номинирована на премию «Оскар» во время 1-й церемонии вручения премии «Оскар» в 1929 году.

## Биография
Кон родился в Фрипорте, Иллинойс, но впоследствии переехал в Кливленд, штат Огайо, где он начал работать в качестве редактора газеты и журналиста. Затем он переехал в Галвестон, штат Техас, где он управлял газетой. После его карьеры в журналистике, он переехал в Аризону и работал секретарем в конституционном собрании Аризоны.
В 1920 году Альфред Кон переехал в Лос-Анджелес, Калифорния, и начал работать в качестве писателя, сначала писал заголовки к немых фильмов, а позже, сценарии. Его работа над адаптацией «Певец джаза», одного из первых звуковых фильмов, привела к его первой и единственной номинации на премию «Оскар». В течение этого периода, он был плодовитым писателем и написал более 100 сценариев, примерно 40 из которых были экранизированы.
В 1930 году он ушел из сценаристов и был назначен комиссаром полиции Лос-Анджелеса, где продолжал писать короткие рассказы.
Альфред Кон умер от болезни сердца 3 февраля 1951 года.

## Фильмография
- 1925 : На пороге / On the Threshold
- 1926 : Коэны и Келли / The Cohens and Kellys
- 1926 : Огонь / Flames
- 1927 : Фриско Салли Леви / Frisco Sally Levy
- 1927 : Певец джаза / The Jazz Singer
- 1928 : Мы американцы / We Americans
- 1928 : Коэны и Келли а Париже / The Cohens and the Kellys in Paris
- 1929 : Последнее предупреждение / The Last Warning
- 1929 : Меланхолическая дама / Melancholy Dame
- 1929 : Познакомьтесь с миссис / Meet the Missus
- 1929 : Обрамление строптивой / The Framing of the Shrew
- 1929 : Однажды глубокой ночью / Oft in the Silly Night
- 1929 : Дорогая Вивиан / Dear Vivian
- 1929 : Её муж женщина / Her Husband’s Women
- 1929 : Развод без проблем / Divorce Made Easy
- 1929 : Он сделал все возможное / He Did His Best
- 1930 : Пронумерованые мужчины / Numbered Men
- 1930 : Ногами вперёд / Feet First
- 1931 : Святой террор / A Holy Terror
- 1931 : Сиско Кид / The Cisco Kid
- 1932 : Тайна ранчо / Mystery Ranch
- 1932 : Я и моя девушка / Me and My Gal
- 1933 : Сын моряка / Son of a Sailor
- 1934 : Гарольд Тин / Harold Teen